# 密夫·麥哥李
密夫·麥哥李（英語：Matthew McGrory，1973年5月17日—2005年8月9日，暱稱大腳怪），出生於美國，美國演員，以其過人身高而聞名。

## 生平

### 早年生活
麥哥李於1973年5月17日在美國西徹斯特出生，在美國懷德納大學修讀法律系。他的身高為7呎6吋（2.29米），而雙腳的大小為29½碼。五歲的時候，其身高經已達1.5米。麥哥李創造的奇蹟被收錄在健力士世界紀錄內，分別是「最長的腳趾」，「最高的演員」等。

### 事業
因為擁有特別的身型，麥哥李於1996年12月第一次參與美國一個電台節目「The Howard Stern Show」時，得到一個暱稱——「大腳怪」。與此同時他曾經參與奧花·雲費的清談節目，不時拍攝音樂片等。他低沉的聲線與身型，令他在不少電影，例如《Bubble Boy》（2001），《Big Fish》（2003），《猛鬼1000》（2003）同《The Devil's Reject》（2005）裡都是飾演巨人。

### 逝世
麥哥李在2005年8月9日因為心臟衰竭於洛杉磯逝世，終年32歲。逝世的時候正在拍攝《巨人安德烈》，一齣關於一個有名的摔跤手的傳記的電影。

## 演出作品
| 上映年份 | 名稱        | 角色          | 備註                       |
| -------- | ----------- | ------------- | -------------------------- |
| 2001     | 愛情泡跳碰  | 大腳怪野人    |                            |
| 2002     | 黑超特警組2 | 外星人        |                            |
| 2003     | 猛鬼1000    | 細小螢火蟲    |                            |
| 2003     | 大魚奇緣    | 巨人凱爾      |                            |
| 2004     | 大時間      | 雷察·布倫特波 |                            |
| 2004     | 必斯星球    | 多多          |                            |
| 2004     | 奇幻嘉年華  |               |                            |
| 2005     | 魔間行者    | 惡魔          |                            |
| 2005     | 陰暗之箱    | 荷特·威路斯   |                            |
| 2005     | 惡魔的拒絕  | 殭屍          |                            |
| 2008     | 巨人安德烈  | 巨人安德烈    | 由於麥哥李猝死而未完成拍攝 |

## 外部連結
- TheTallestMan.com: Matthew McGrory
- Matthew McGrory Find a Grave（页面存档备份，存于）
- 密夫·麥哥李在互联网电影资料库（IMDb）上的資料（英文）
- Matthew McGrory at Allmovie
- 麥哥李個人網站（页面存档备份，存于）